# Радицы
Ра́дицы (фин. Raaditsa) — деревня в Бегуницком сельском поселении Волосовского района Ленинградской области.

## История
Упоминается как пустошь Raditzi Ödhe в Заможском погосте в шведских «Писцовых книгах Ижорской земли» 1618—1623 годов.
На карте Ингерманландии А. И. Бергенгейма, составленной по шведским материалам 1676 года, обозначена деревня Radits.
На шведской «Генеральной карте провинции Ингерманландии» 1704 года — деревня Radelits.
Как деревня Родолицы она обозначена на «Географическом чертеже Ижорской земли» Адриана Шонбека 1705 года.
Как деревня Радицка она упомянута на карте Ингерманландии А. Ростовцева 1727 года.
На карте Санкт-Петербургской губернии Я. Ф. Шмидта 1770 года — как деревня Рядицы.
Деревня являлась вотчиной императора Александра I из которой в 1806—1807 годах были выставлены ратники Императорского батальона милиции.

РАДИЦЫ — деревня принадлежит государю великому князю Михаилу Павловичу, число жителей по ревизии: 48 м. п., 45 ж. п. (1838 год)

Как деревня Рядицы она обозначена на карте Ф. Ф. Шуберта 1844 года.
В пояснительном тексте к этнографической карте Санкт-Петербургской губернии П. И. Кёппена 1849 года она записана как деревня Raaditz (Радицы) и указано количество её жителей на 1848 год: савакотов —  3 м. п., 5 ж. п., всего 8 человек, а также 28 человек ижоры. Ижоры относились к православному Бегуницкому Михайловскому приходу, савакоты — к лютеранскому приходу Молосковица.
Согласно 9-й ревизии 1850 года деревня Радицы принадлежала статскому советнику Сергею Степановичу Рачинскому.

РАДИЦЫ — деревня Ораниенбаумского дворцового правления, по просёлочной дороге, число дворов — 20, число душ — 62 м. п. (1856 год)

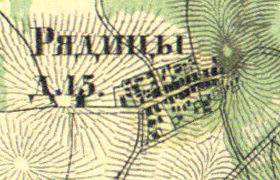
Деревня Радицы на карте 1860 года

Согласно «Топографической карте частей Санкт-Петербургской и Выборгской губерний» 1860 года деревня называлась Рядицы и состояла из 15 крестьянских дворов.

РАДИЦЫ — деревня Ораниенбаумского дворцового ведомства при колодце, по правую сторону Нарвского шоссе, в 54 верстах от Петергофа, число дворов — 19, число жителей: 53 м. п., 56 ж. п. (1862 год)

В 1871—1872 годах временнообязанные крестьяне деревни выкупили свои земельные наделы у великой княгини Елены Павловны и стали собственниками земли.
В конце XIX — начале XX века деревня административно относилась к Бегуницкой волости 2-го стана Петергофского уезда Санкт-Петербургской губернии. Население деревни было смешанным — финско-русским.
В 1904 году в деревне проживали 74 эстонских переселенца.
По данным «Памятной книжки Санкт-Петербургской губернии» за 1905 год 260 десятин земли при деревне принадлежали «Обществу крестьян деревни Радицы».
С 1917 по 1923 год деревня Радицы входила в состав Местановского сельсовета Бегуницкой волости Петергофского уезда.
С 1923 года в составе Гатчинского уезда.
Согласно данным переписи населения СССР 1926 года в деревне Радицы Местановского сельсовета Бегуницкой волости Троцкого уезда проживали 143 человека, большинство финны, а также русские, латыши и эстонцы.
С 1927 года в составе Волосовского района.
По данным 1933 года деревня Радицы входила в состав Местановского сельсовета Волосовского района.

План деревни Радицы. 1938 год

Согласно топографической карте 1938 года деревня насчитывала 29 дворов.
C 1 августа 1941 года по 31 декабря 1943 года деревня находилась в оккупации.
С 1963 года в составе Кингисеппского района.
С 1965 года вновь в составе Волосовского района. В 1965 году население деревни Радицы составляло 109 человек.
По данным 1966 года деревня Радицы также находилась в составе Местановского сельсовета.
По административным данным 1973 и 1990 годов деревня Радицы входила в состав Бегуницкого сельсовета.
В 1997 году в деревне Радицы проживали 15 человек, в 2002 году — 19 человек (русские — 84 %), в 2007 году — 12.

## География
Деревня расположена в северной части района на автодороге 41К-014 (Волосово — Керново), к северу от автодороги А180 (E 20) «Нарва» и административного центра поселения, деревни Бегуницы.
Расстояние до административного центра поселения — 7 км.
Расстояние до ближайшей железнодорожной станции Волосово — 33,5 км.

## Демография
| 1862 | 2002 | 2007 | 2010 | 2017 |
| ---- | ---- | ---- | ---- | ---- |
| 109  | ↘19  | ↘12  | ↘6   | ↗7   |

### Национальный состав
Согласно данным Всероссийской переписи населения 2021 года в деревне проживали 13 человек, из них:
 русские — 11, белорусы — 1, украинцы — 1 человек.